# Bồ hòn
Bồ hòn (danh pháp khoa học: Sapindus saponaria) là một cây rụng lá nhỏ đến trung bình , một loài thực vật có hoa trong họ Bồ hòn. Tên chi của nó, "Sapindus", xuất phát từ tiếng Latin, có nghĩa là xà phòng Ấn Độ. Loài này được L. miêu tả khoa học đầu tiên năm 1753.

## Hình ảnh
Ứng dụng

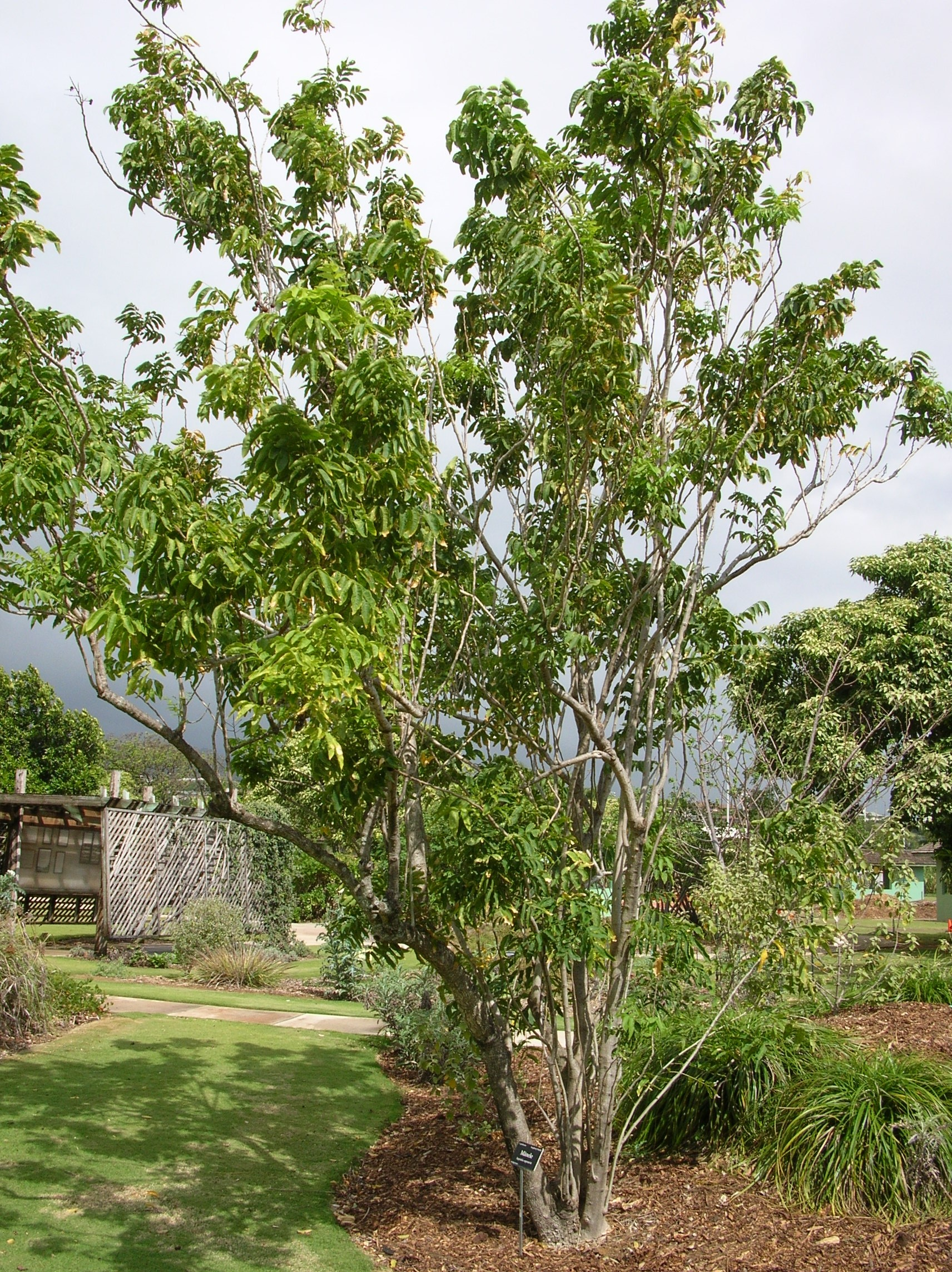
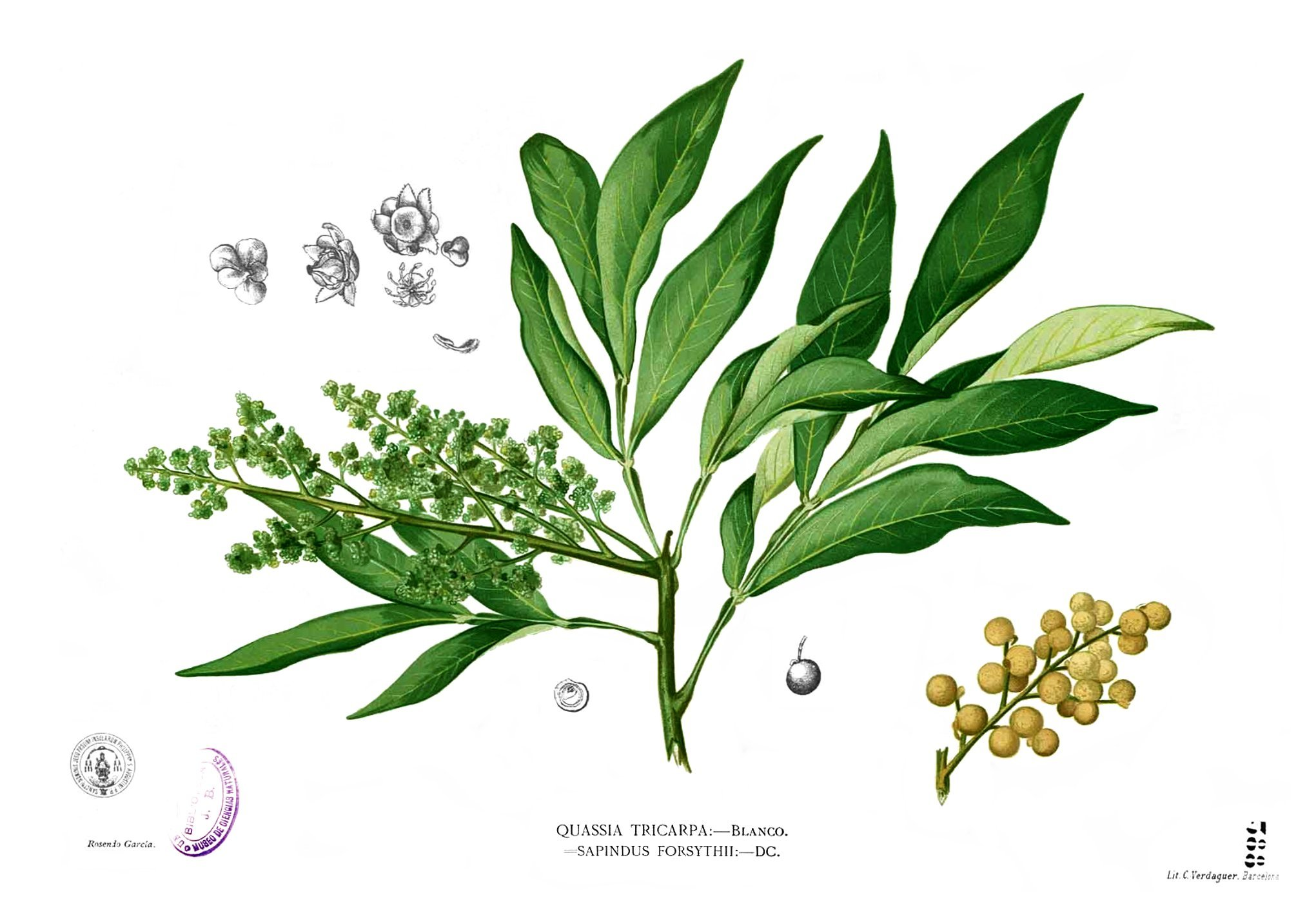
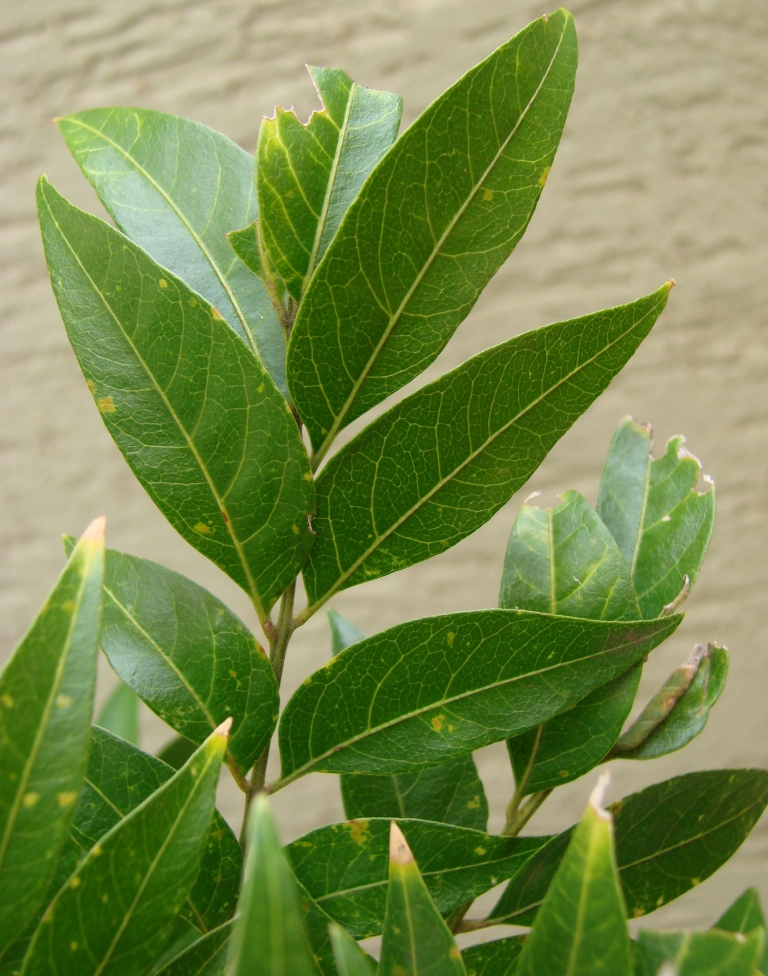
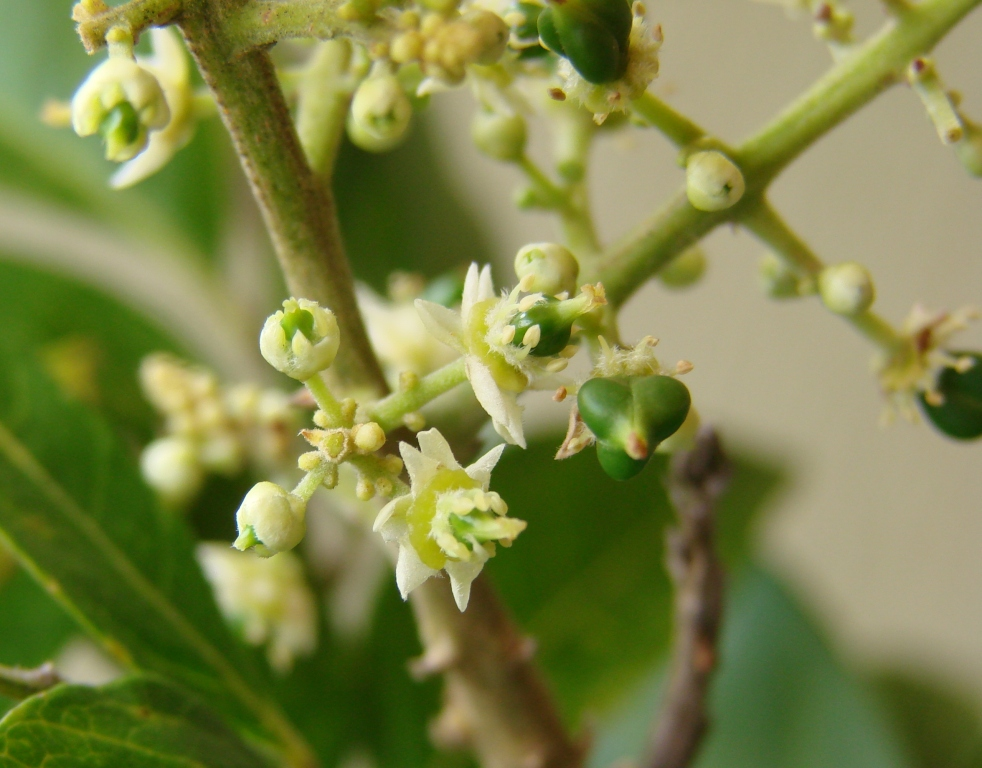
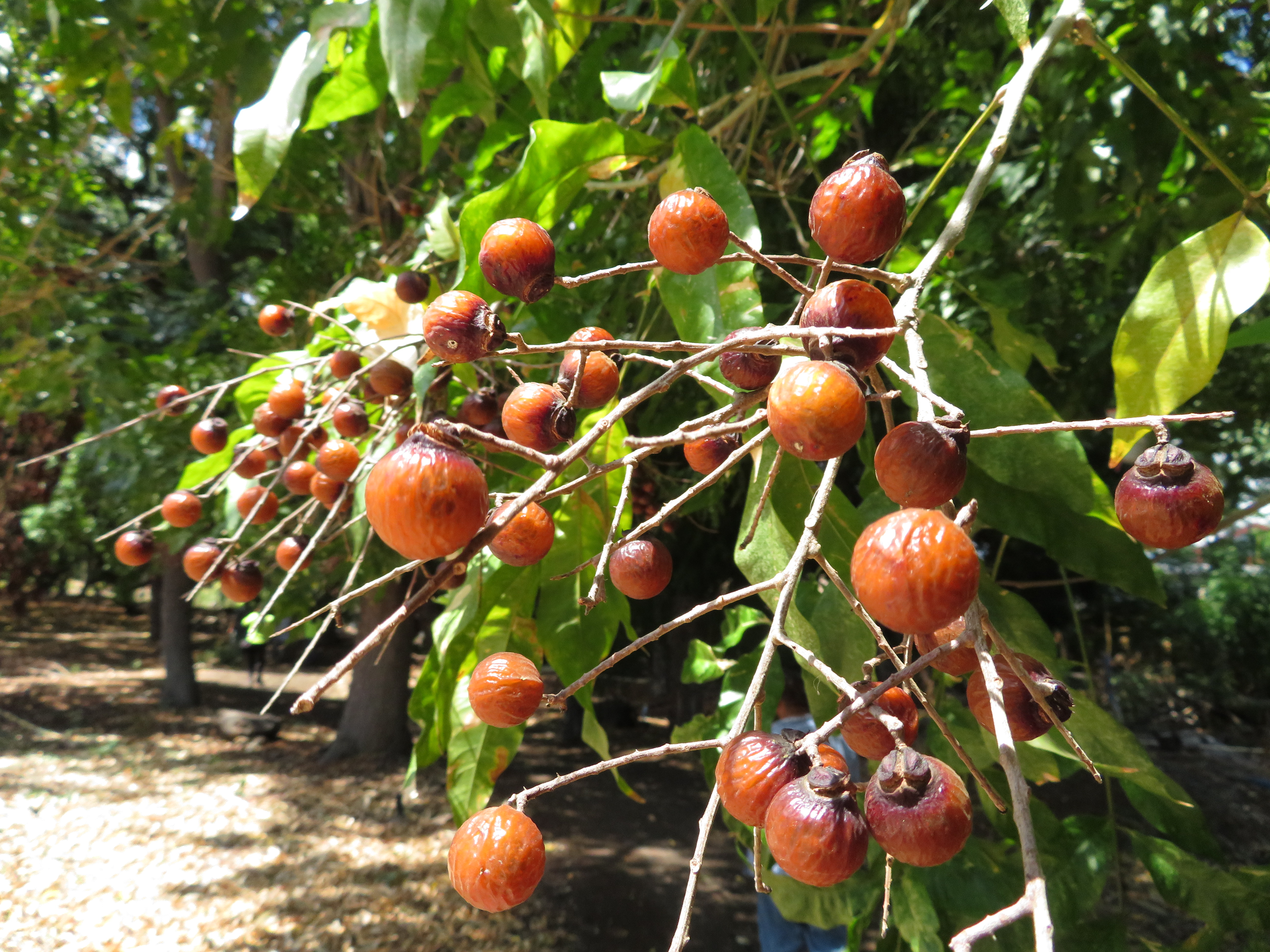

Bồ hòn là loại quả sở hữu hàm lượng saponin cao (nhất là phần thịt có đến 18%). Trong đó, điển hình là các saponin triterpen như saponin A, B, C, D, E, E1, X, Y, Y2. Hay các saponin với hoạt tính bề mặt khá mạnh như: Mukuroyiosid Ia, Ib,… Ngoài ra, hạt bồ hòn còn có khoảng 9 – 10% dầu béo
Các ứng dụng của bồ hòn
- Làm chất tẩy rửa tự nhiên
- Diệt khuẩn, sát trùng: bởi cao chiết nước và cồn của chúng có thể ức chế sự sinh sôi, phát triển của vài loại vi khuẩn như: Staphylococcus aureus
- Ở nền y học dân gian Ấn Độ, họ đã dùng vỏ (cùi) bồ hòn rồi đem kết hợp cùng mật ong để tạo nên viên hoàn – dạng thuốc rắn, hình cầu. Mỗi viên sẽ có khối lượng tầm 2g và dùng trong việc chữa trị vấn đề viêm phổi. Bạn sẽ dùng 1 viên hoàn kèm với sữa nóng cho mỗi lần uống và dùng 2 lần/ngày.
- Tại một số khu vực Nepal, người dân đã lấy vỏ bồ hòn giã nát thành bột nhão, rồi mỗi ngày sẽ dùng để đắp lên vùng da bị ghẻ, nấm da,... Không những thế, bạn còn có thể kết hợp bột vỏ bồ hòn với bột ngô nhằm trị gàu và diệt chấy.- 